# Главное организационно-мобилизационное управление Генерального штаба Вооружённых сил Российской Федерации
Главное организационно-мобилизационное управление Генерального штаба Вооружённых сил Российской Федерации (ГОМУ ГШ ВС России) — центральный орган военного управления в Вооружённых силах Российской Федерации, предназначенный для решения задач по организации и строительству Вооружённых сил, их мобилизационной подготовке и мобилизации, подготовке мобилизационных ресурсов, организации призыва и комплектования войск.
Главное управление и его начальник (начальник ГОМУ — заместитель начальника ГШ ВС России) подчиняется начальнику Генерального штаба Вооружённых сил Российской Федерации — первому заместителю Министра обороны Российской Федерации.

## Задачи
Основные задачи Главного организационно-мобилизационного управления Генерального штаба Вооружённых сил Российской Федерации:
- планирование и организация проведения организационно-штатных мероприятий по совершенствованию структур органов военного управления, объединений, соединений, воинских частей, организаций, учреждений и заведений Вооружённых сил;
- планирование мобилизационного развёртывания и мобилизационной подготовки Вооружённых сил, других войск, воинских формирований и органов;
- планирование комплектования мобилизационными ресурсами Вооружённых сил, других войск, воинских формирований, органов и координация работы по ведению воинского учета граждан Российской Федерации;
- подготовка мобилизационных ресурсов;
- планирование обеспечения Вооружённых сил основными видами вооружения, военной техникой и другими материальными средствами;
- организация призыва и комплектования войск солдатами, матросами, сержантами и старшинами.

## Предыстория до 1917 года
Впервые задачи организационно-мобилизационного характера были возложены на созданный в 1531 году Разрядный приказ, в том числе — ведение в мирное время учёта ратным людям на случай сбора войск.
В начале XVIII века в ходе реформ Петра I полки и иные воинские структуры Русской армии и флота стали организовываться в соответствии с штатами. В ходе военной реформы в России 60 — 70 годов XIX века, Русская армия была переведена на кадровую основу. При этом возникла необходимость непрерывного решения вопросов мобилизационного характера. Эти вопросы решались Комитетом по мобилизации войск Главного штаба (с 1903 — мобилизационный отдел Управления 2-го генерал-квартирмейстера Главного штаба). К 1917 году задачи организационно-мобилизационного характера выполняло Главное управление Генерального штаба (в нём были мобилизационный отдел и отдел по устройству и службе войск).

## Организационно-мобилизационные органы в РККА и Советской армии

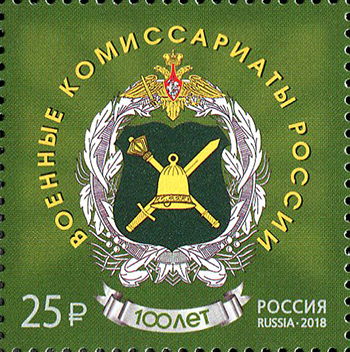
Почтовый лист «100 лет со дня образования военных комиссариатов».

В РККА 8 мая 1918 года создан Всероссийский главный штаб. В ноябре 1918 года ему были подчинены военные комиссариаты. Среди главных задач Всероглавштаба были:
- ведение учета, обучения и мобилизации военнообязанных,
- формирование, устройство и боевая подготовка частей Красной армии,
- разработка штатов, уставов, наставлений, инструкций и положений для войск.

В 1921 году был создан единый Штаб РККА. В его составе были сформированы организационное и мобилизационное управления.
В 1924 году они были преобразованы в единое Организационно-мобилизационное управление (с 1926 — 2-е управление Штаба РККА). На него возложены общие вопросы организации Вооружённых сил в мирное и военное время, а также подготовка мобилизационного плана.
В 1931 году 2-е управление Штаба РККА было разделено на 2-е (организационное), 5-е (материально-плановое) и 9-е (войсковой мобилизации).
В 1935 году Штаб РККА был переименован в Генеральный штаб. Он включал в себя восемь отделов, в том числе: организационный и материально-плановый. В 1938 году Организационный отдел Генерального штаба преобразован в Организационно-мобилизационный отдел. Однако с 1 февраля 1939 году из его состава выделен самостоятельный мобилизационный отдел. В июне 1939 году организационный и мобилизационный отделы были объединены в Организационно-мобилизационное управление.
В августе 1940 году Генеральный штаб был переведён на новый штат и в нём были созданы самостоятельные управления: мобилизационное, организационное, по комплектованию войск, управление по устройству тыла и снабжения.
После начала Великой Отечественной войны в июле 1941 году все эти структуры были переданы из Генерального штаба в созданное Главное управление формирования и укомплектования Красной Армии (Главупраформ). Но опыт войны показал ошибочность такого решения.
В апреле 1942 года эти органы были возвращены в состав Генерального штаба и объединены там в Организационное управление. С 1943 года оно именовалось Главным организационным управлением, с 1955 года — вновь Организационное управление.
С 1947 года в Главного организационного управления Генерального штаба существовало мобилизационное управление. С этого момента в Генеральном штабе сосредоточилось руководство организационно-штатным обеспечением, мобилизационной работой, комплектованием войск и мобилизационным планированием вооружения и снабжения армии и флота.

## ГОМУ в Генштабе ВС СССР и Российской Федерации
В 1964 году в Генеральном штабе создано Главное организационно-мобилизационное управление. С этого времени его наименование и подчинённость свыше 50 лет остаются неизменными. Внутренняя структура же неоднократно изменялась:
- С 1964 — организационное управление, мобилизационное управление, управление укомплектования и службы войск, отдел учёта численности Вооружённых сил;
- С 1969 года — организационное управление, мобилизационное и укомплектования управление, отдел службы войск;
- С 1970 года — в ГОМУ включено третье управление — управление мобилизационного планирования вооружения, военной техники и других материальных средств;
- С 1992 года — организационное управление, мобилизационное управление, управление планирования вооружения и техники;
- С 1996 года в составе ГОМУ находилось также управление комплектования войск по мирному времени.
- С 2009 года в структуре ГОМУ вновь действуют три управления.

## Начальники ГОМУ (в том числе его предшественников)
- генерал-лейтенант Карпоносов, Арон Гершович (апрель 1942 — октябрь 1946)
- генерал-полковник, с февраля 1968 — генерал армии Штеменко, Сергей Матвеевич (14 апреля 1964 — 3 августа 1968)
- генерал-полковник Волков, Анатолий Васильевич (9 августа 1968 — 25 мая 1978)
- генерал-полковник Аболинс, Виктор Яковлевич (25 мая 1978 — 1983)

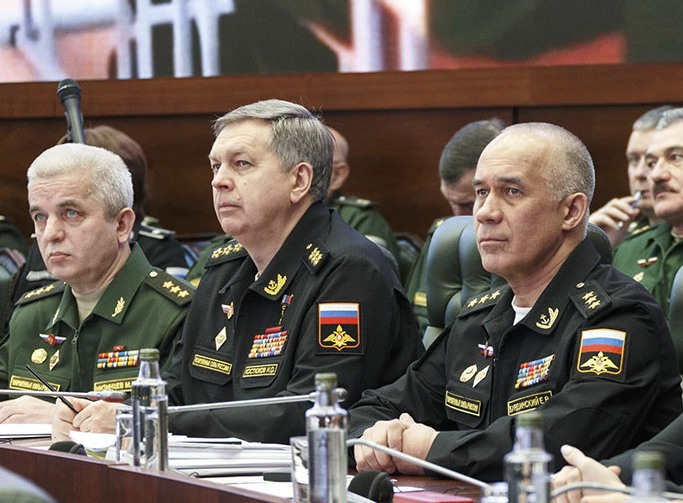
Начальник ГОМУ генерал-полковник
Е. Бурдинский (справа) на заседании Коллегии Минобороны России, 29 января 2020

- генерал-лейтенант, с ноября 1983 — генерал-полковник Морозов, Георгий Андреевич (1983 — январь 1987)
- генерал-полковник Кривошеев, Григорий Федотович (январь 1987 — сентябрь 1991)
- генерал-полковник Колесников, Михаил Петрович (сентябрь 1991 — 17 июля 1992)
- генерал-лейтенант, с ноября 1992 — генерал-полковник Бологов, Виталий Игнатьевич (июль 1992 — июль 1994)
- генерал-полковник Жеребцов, Вячеслав Владимирович (1994 — 1996)
- генерал-полковник Клишин, Михаил Викторович (1996 — август 1997)
- генерал-полковник Путилин, Владислав Николаевич (август 1997 — июль 2002)
- генерал-полковник Смирнов, Василий Васильевич (июль 2002 — сентябрь 2013)
- генерал-лейтенант, с декабря 2015 — генерал-полковник Тонкошкуров, Василий Петрович (октябрь 2013 — май 2018)
- генерал-лейтенант, с декабря 2019 генерал-полковник Бурдинский, Евгений Владимирович (с мая 2018 года)